# سیارک ۸۲۷۳
سیارک ۸۲۷۳ (به انگلیسی: 8273 Apatheia، نامگذاری:1989WB2) هشت هزار و دویست و هفتاد و سومین سیارک کشف شده‌است که در ۲۹ نوامبر ۱۹۸۹ کشف شد.
قدر مطلق سیارک برابر ۱۳٫۷۰ است.